# 深信泰丰
深圳市深信泰丰（集团）股份有限公司（股票简称：深信泰丰，深交所：000034）是中国一家从事通讯服务运营、数据与语音服务、通讯设备的研制、开发、生产与销售、软件开发、国内商业、物资供销业、进出口业务的上市公司。公司总股本35797.353万股（2011年），总部位于深圳市宝安区宝城23区大宝路风采轩5号楼社区服务中心三楼，法人代表为晏群。